# 奧梅利亞尼夫卡 (克拉斯尼奧克尼區)
47°31′51″N 29°16′15″E / 47.53083°N 29.27083°E
奧梅利亞尼夫卡（烏克蘭語：Омелянівка）是位於烏克蘭西南部的村莊，由敖德萨州波季利斯克区的奧克尼市鎮負責管轄。該村始建於1824年，面積0.62平方公里，海拔高度164米，2001年人口34，人口密度每平方公里54.84人。